# Reactor de sal fundida

Esquema del reactor de sal fundida.

Un reactor de sal fundida o RSF (o MSR por su sigla en inglés, molten salt reactor) es un tipo de reactor nuclear de fisión en el cual el principal refrigerante, o incluso el combustible mismo, es una mezcla de sal fundida. Los RSF funcionan a mayores temperaturas que los reactores enfriados por agua para lograr una elevada eficiencia termodinámica manteniendo una baja presión de vapor.
La capacidad de operar a presiones cercanas a la atmosférica reduce el estrés mecánico soportado por el sistema. De esa manera se simplifica el diseño del reactor y mejora la seguridad. El combustible nuclear puede estar formado por barras sólidas o estar disuelto dentro del refrigerante.
En la mayoría de los diseños el combustible nuclear está disuelto en el refrigerante de sales fundidas en forma de fluoruro como tetrafluoruro de uranio (UF4). El fluido se vuelve crítico en un núcleo de grafito que sirve como moderador. Los reactores de fluido combustible presentan problemas de seguridad significativamente diferentes en comparación con los diseños que emplean combustible sólido.
Investigaciones más recientes se han centrado en las ventajas prácticas de un ciclo de refrigeración de alta temperatura y baja presión. Muchos diseños modernos dependen de combustible cerámico dispersado en una matriz de grafito, con la sal fundida aportando la baja presión y la alta temperatura de refrigeración. Las sales son mucho más eficientes para eliminar el calor del núcleo, reduciendo la necesidad de bombeo y tuberías, y disminuyendo el tamaño del núcleo de acuerdo a los componentes de menor escala.
Hacia 1960 estaba clara la visión de una familia de reactores de sal fundida. La factibilidad técnica parecía estar en un sólido terreno – mediante una combinación compatible de sal, grafito y materiales de contención – pero se precisaba un reactor para demostrar esta tecnología. Este fue el objeto del «experimento de reactor de sal fundida» (MSRE en sus iniciales en inglés): demostrar que algunas de las características clave de los propuestos reactores de energía de sal fundida podían ser incorporadas en un reactor práctico que pudiera ser operado con seguridad y fiabilidad y que pudiese ser mantenido sin excesivas dificultades. Para simplificarlo debía de ser aceptablemente pequeño, un reactor de un fluido que funcionase a 10 MW(t) o menos, con dispersión del calor en el aire, a través de una sal secundaria.

## Descripción
El vaso del reactor medía 5 pies de diámetro. El combustible era LiF-BeF2-ZrF4-UF4 (64-30-5-1 moléculas %), la sal secundaria era LiF-BeF2 (66-34 moléculas %), el moderador era grafito de clase CGB, y todas las otras partes en contacto con la sal eran de la aleación Hastelloy-N. El cuenco de la bomba de combustible era el espacio de agitación para el circuito de circulación, en donde alrededor de 50 gpm de combustible eran rociadas en el espacio del gas para permitir que el xenón y el kriptón escapasen de la sal. También el cuenco de la bomba estaba situada la toma a través de la cual se podían retirar muestras de la sal o se podían introducir cápsulas de sal enriquecida de combustible concentrada (UF4-LiF o PuF3). El sistema de combustible estaba situado en celdas selladas, cuyo mantenimiento se realizaba mediante herramientas de manejo a distancia a través de aberturas en el techo del escudo. Para fluidificar el combustible que circulaba por el sistema, antes y después de las labores de mantenimiento, se utilizaba un tanque de sal de LiF-BeF2. En una celda adyacente al reactor se encontraba una sencilla instalación para insuflar gas a través del combustible o para fluidificar la sal: H2-HF para retirar el óxido, F2 para retirar el uranio como UF6. 

## Desarrollo y construcción
La mayoría de los esfuerzos en el proyecto del MSRE entre 1960 y 1964 se dedicaron a su diseño, desarrollo y construcción. La producción y las pruebas posteriores del grafito y del Hastelloy-N, ambos apilados y en el exterior, fueron las principales actividades de desarrollo. Otras actividades incluían los trabajos en la química del reactor, el desarrollo y las técnicas de fabricación del Hastelloy-N, el desarrollo de componentes del reactor, y la planificación de mantenimiento remoto y las preparaciones.
Antes de que empezara el desarrollo del MSRE, las pruebas habían mostrado que la sal no era permeable en el grafito en el que los poros eran muy pequeños. El grafito con la deseada estructura porosa estaba disponible sólo en pequeñas piezas preparadas de modo experimental; además, cuando el fabricante inició la producción de una nueva clase (CGB) que cumpliera con los requerimientos del MSRE, surgieron nuevas dificultades. Una serie de impregnaciones de brea y de tratamientos de calor produjeron la estructura de alta densidad y pequeña porosidad deseada, pero en las fases finales aparecieron roturas ocasionales en muchas de las barras de 2 ¼ pulgadas. Aparentemente las roturas se debían a que la estructura era tan fuerte que los gases de la pirólisis del impregnante no podían escapar con la suficiente rapidez. Las pruebas demostraron, no obstante, que las roturas no se propagarían, incluso cuando se rellenaran de sal y se sometieran a ciclos repetitivos de enfriamiento. Según los análisis se demostró que el calentamiento en las roturas rellenadas con sal no sería excesivo, y el grafito fue aceptado para su uso en el MSRE.
La elección del Hastelloy-N para el MSRE se realizó en base de los prometedores resultados de las pruebas en las condiciones de la ANP y el cumplimento de muchos de los datos metalúrgicos requeridos. El desarrollo para el MSRE generó nuevos datos necesarios para la aprobación del código ASME. Esto también incluía la preparación de regulaciones para la obtención de Hastelloy-N y para la fabricación de componentes. Los materiales para el MSRE, que alcanzaba casi las 200.000 libras en una variedad de presentaciones, fueron producidos comercialmente. Mediante la soldadura de fisuras con calentamientos experimentales se realizaron cambios menores en la composición, con lo que no hubo dificultades para obtener un material aceptable. Se solicitaron a varias compañías fabricantes en la industria nuclear ofertas para la fabricación del componente, pero todas rehusaron presentarlas debido a la falta de experiencia con la nueva aleación. En consecuencia, todos los componentes más importantes fueron fabricados en las factorías propiedad de la AEC en Oak Ridge y Paducah. Siguiendo los procedimientos adecuados, la fabricación de Hastelloy-N no presentó problemas especiales.
En el momento en que se establecieron las condiciones de diseño por el MSRE, los pocos datos de que se disponía indicaban que la resistencia y la tasa de deslizamiento del Hastelloy-N apenas serían afectadas por la radiación. No obstante, se estableció arbitrariamente una tolerancia de diseño del 20% por debajo de los valores del código, para el Hastelloy-N no irradiado. A medida que la construcción progresaba, la vida de rotura por tensión y por la fractura por deformación hubo de ser drásticamente reducida debido a la irradiación térmica de los neutrones. Los esfuerzos del MSRE fueron reanalizados, alcanzándose la conclusión de que el reactor tendría la vida adecuada para alcanzar sus objetivos. Simultáneamente se lanzó un programa para verificar la resistencia del Hastelloy-N al debilitamiento (embrittlement).
Se llevó a cabo un programa de pruebas extensivas de corrosión del Hastelloy-N fuera de la instalación, las cuales indicaron unas tasas de corrosión extremadamente bajas en las condiciones del MSRE. Las cápsulas expuestas al reactor de pruebas de materiales mostraron que densidades de las sales de energía de fisión de más de 200W/cm³ no tenían efectos adversos en la compatibilidad de las sales de combustible, el Hastelloy-N, y el grafito. Se encontró que se producía gas fluoruro mediante radiólisis de sales congeladas, pero solo a temperaturas por debajo de los 100 °C. 
Entre los componentes que fueron desarrollados especialmente para el MSRE se incluyen rebordes para las conducciones de 5 pulgadas que trasportaban la sal fundida, válvulas de enfriamiento (una sección ventilada por aire en la que la sal debía ser enfriada y descongelada), varillas de control flexibles para operar en guardacabos a 1200 °F, y el enriquecedor y muestreador de combustible. Se desarrollaron bombas centrífugas similares a las utilizadas con éxito en el programa de reactores para aviación, pero con las previsiones para un mantenimiento a distancia, incluido un sistema de aspersión para retirada del xenón. Las consideraciones de mantenimiento a distancia saturaron el diseño del MSRE, y se incluyeron instrumentos para el corte y conexión a distancia de los tubos de 1½ pulgada, unidades recambiables de aislamiento del calor, y equipos para la retirada de muestras de metal y de grafito del núcleo.
El programa de desarrollo del MSRE no incluyó experimentos físicos del reactor o mediciones de transferencia de calor. Existía suficiente libertad en el MSRE para evitar que las desviaciones de las predicciones no comprometieran el cumplimiento de sus objetivos.
La construcción de los componentes del sistema primario y las modificaciones de viejo edificio ARE (que había sido parcialmente remodelado para un propuesto reactor para aviación de 60-MW(t) ) se iniciaron en 1962. La instalación de los sistemas de sal se completó a mediados de 1964. El Oak Ridge National Laboratory (ORNL) fue el responsable de asegurar la calidad, la planificación, y la gestión de construcción. Los sistemas primarios fueron instalados por dotaciones del ORNL; mediante subcontratistas se modificó el edificio y se instalaron sistemas complementarios.

## Funcionamiento
El funcionamiento del MSRE se realizó durante 5 años, desde la carga de la sal en 1964 hasta el fin del funcionamiento nuclear en diciembre de 1969. Todos los objetivos del experimento fueron alcanzados en este período.
Las comprobaciones y las pruebas prenucleares incluían la circulación de la sal de flujo y de combustible durante 1000 horas. La prueba nuclear del MSRE empezó en junio de 1965, con la adición de 235U enriquecido como UF4-LiF a la sal portadora para que el reactor alcanzara su criticidad. Después de experimentos con energía cero, para medir los coeficientes de fiabilidad y reactividad de las varillas, el reactor fue apagado y se realizaron las preparaciones finales para el funcionamiento con energía. El incremento de potencia fue retrasado cuando se polimerizaron vapores del aceite que se había filtrado dentro de la bomba de combustible por los gases radioactivos resultantes, y se pegaron a los filtros y válvulas de gas. La máxima potencia, que se limitó a 7,4 MW(t) por la capacidad del sistema de rechazo de calor, se alcanzó en mayo de 1966.
Después de dos meses de funcionamiento a toda potencia, el reactor fue apagado durante 3 meses debido al fallo de uno de principales ventiladores de refrigeración. Otras demoras posteriores se produjeron como consecuencia de la conexión de las conducciones de salida de gas, pero a finales de 1966 la mayoría de los problemas de arranque quedaban atrás. Durante los siguientes 15 meses, el reactor estuvo en criticidad durante el 80% del tiempo, con períodos de funcionamiento de 1, y 6 meses que fueron interrumpidos por un drenaje de combustible. Para marzo de 1968, los objetivos iniciales del MSRE se habían cubierto, y se finalizó el funcionamiento nuclear con 235U.
Para aquella fecha, el 233U se encontraba ya ampliamente disponible, de modo que el programa del MSRE se amplió para incluir la sustitución con 233U en la sal de combustible, enfocándose su funcionamiento a la observación de las nuevas características nucleares. Utilizando las instalaciones de procesamiento en la propia planta, las sales de fluidificación y las de combustible se fluoraron para recuperar el uranio de ellas como UF6. Entonces se añadió el 233UF4-LiF a la sal de transporte, y en octubre de 1968, el MSRE se convirtió en el primer reactor mundial que funcionaba con 233U.
Los experimentos a potencia cero del 233U y las pruebas dinámicas confirmaron las características neutrónicas previstas. Una consecuencia inesperada del procesado de la sal fue que sus propiedades físicas se vieron ligeramente alteradas de modo que la cantidad de gas habitual que entraba desde la bomba de combustible al circuito se vio incrementada. El gas en circulación y las fluctuaciones de potencia que lo acompañaban fueron eliminadas haciendo funcionar la bomba de combustible a una velocidad ligeramente menor. El funcionamiento a alta potencia durante varios meses permitió una medida muy meticulosa del ratio de captura a fisión, para el 233U en este reactor, completando los objetivos del funcionamiento del 233U.
En los meses finales de funcionamiento, se realizaron investigaciones sobre la separación del xenón, la deposición de los productos de fisión, y el comportamiento del tritio. La posibilidad de utilizar plutonio en los reactores de sal fundida, fue destacada al añadir PuF3 como mejorador del combustible durante este período.
Después del apagado final en diciembre de 1969, el reactor permaneció en espera durante casi un año. Entonces se llevó a cabo un programa limitado de examen, incluyendo una barra moderadora del núcleo, un guardacabo de la varilla de control, las conducciones de los intercambiadores de calor, partes de la concavidad de la bomba del combustible, y una válvula de enfriamiento que había desarrollado una filtración durante el período de apagado final. Los sistemas radioactivos fueron a continuación cerrados en espera de su desguace final.

## Resultados
La conclusión más difundida y quizás la más importante de la experiencia del MSRE es que era un reactor totalmente viable. Funcionó durante largos períodos, aportando información valiosa, y cuando requirió acciones de mantenimiento pudieron realizarse con seguridad y sin una excesiva demora. El destacado comportamiento del MSRE mostró claramente que con un diseño adecuado y una construcción y funcionamiento cuidadosos, las características no habituales de un MSR (reactor de sal fundida) no comprometía en modo alguno su seguridad y fiabilidad.
En muchos aspectos, el MSRE sirvió para confirmar las expectativas y predicciones. Por ejemplo, se había esperado confiadamente la inmunidad observada de la sal combustible a los daños de la radiación, la completa ausencia de ataque sobre el grafito, y la muy pequeña corrosión del Hastelloy-N. Los gases nobles fueron separados de la sal combustible por el simple procedimiento de su difusión, incluso mejor que lo previsto, reduciendo el envenenamiento del 135Xe en un factor de cerca de 6. La mayoría de los productos de fisión permanecían estables en la sal. Los añadidos de uranio y plutonio a la sal durante el funcionamiento se realizaron de forma rápida y sin incidencias, y la recuperación del uranio por fluoruración fue completamente eficiente. La neutrónica, incluidas las cargas críticas, coeficientes de reactividad, dinámica, y cambios a largo plazo de la reactividad, se comportaron de modo muy próximo a los cálculos previos.
En otros aspectos, la operación resultó positiva para mejorar los datos o ayudar a reducir las incertidumbres. El ratio de captura para fisión del 233U en un espectro de neutrones MSR típico es un ejemplo de los datos básicos que fueron mejorados. El efecto del fisionado en el potencial redox de la sal de combustible quedó resuelto. La deposición de algunos elementos (“metales nobles”) ya estaba prevista, pero el MSRE proporcionó datos cuantitativos acerca de la deposición en los intercambios de grafito, metal y gas y líquido. Los coeficientes de calor medidos con el MSRE coincidieron en gran medida con los cálculos de diseño convencionales (utilizando valores de corrección para las propiedades de la sal) y no cambiaron durante toda la vida del reactor. La limitación del acceso de oxígeno a la sal demostró ser totalmente efectiva, y la tendencia de los productos de fisión a dispersarse a partir del equipo contaminado durante el mantenimiento fue menor de lo que se había esperado.
El funcionamiento del MSRE proporcionó algunas revelaciones acerca del inusual problema del tritio en un reactor de sal fundida. Se observó que alrededor del 6-10% de la producción calculada de 54 Ci/día se difundía fuera del sistema de combustible en la atmósfera de la celda de contención y otro 6-10% llegaba al aire a través del sistema de retirada del calor. El hecho de que estas fracciones no fueran mayores indicaban que algo (probablemente las coberturas de óxido) negaban parcialmente la fácil transferencia del tritio a través de metales calientes.
El único hallazgo completamente inesperado de gran importancia fue las superficiales grietas intergranulares de todos los metales expuestos a la sal combustible. Esto se detectó inicialmente en las muestras que fueron retiradas periódicamente del núcleo durante el funcionamiento del reactor. Un examen después del funcionamiento de las piezas del guardacabos de una varilla de control, de las conducciones del intercambiador de calor, y partes del cuenco de la bomba revelaron la ubicuidad de las grietas y destacaron su importancia en el concepto del MSR.

## Actualidad de la Tecnología
Los reactores de sal fundida han interesado a la comunidad de ingeniería nuclear por sus muchos beneficios de seguridad (capacidad de apagado pasivo, tuberías de baja presión, coeficientes de vacío y temperatura negativos y refrigerantes químicamente estables), así como su escalabilidad a una amplia gama de salidas de potencia. Originalmente se desarrollaron en el Laboratorio Nacional Oak Ridge (ORNL) en los años 1950, 1960 y 1970, y se demostró que las versiones de trabajo funcionan según lo diseñado.
La mayor parte de los primeros trabajos sobre estos diseños se centraron en la vida útil de los componentes, específicamente en el desarrollo de aleaciones capaces de mantener su integridad mecánica y material en un ambiente corrosivo y salino radiactivo. A pesar de este progreso, se observa que en Estados Unidos siguió enfocándose en reactores de agua ligera (LWR) para uso comercial, principalmente debido a la extensa experiencia operativa previa con reactores navales refrigerados por agua y reactores de potencia comerciales tempranos. Los defensores del torio y la creciente demanda de pequeños reactores modulares impulsaron la revisión del MSRE en los años noventa. En 2002, el Foro Internacional de la Generación IV (GIF) revisó aproximadamente cien de los últimos conceptos de reactores e identificó a los MSRE entre los seis tipos de reactores avanzados más propensos a dar forma al futuro de la energía nuclear "debido a los avances en la sostenibilidad, la economía, la seguridad, la fiabilidad y a la resistencia a la proliferación"